# Louisiana State Police

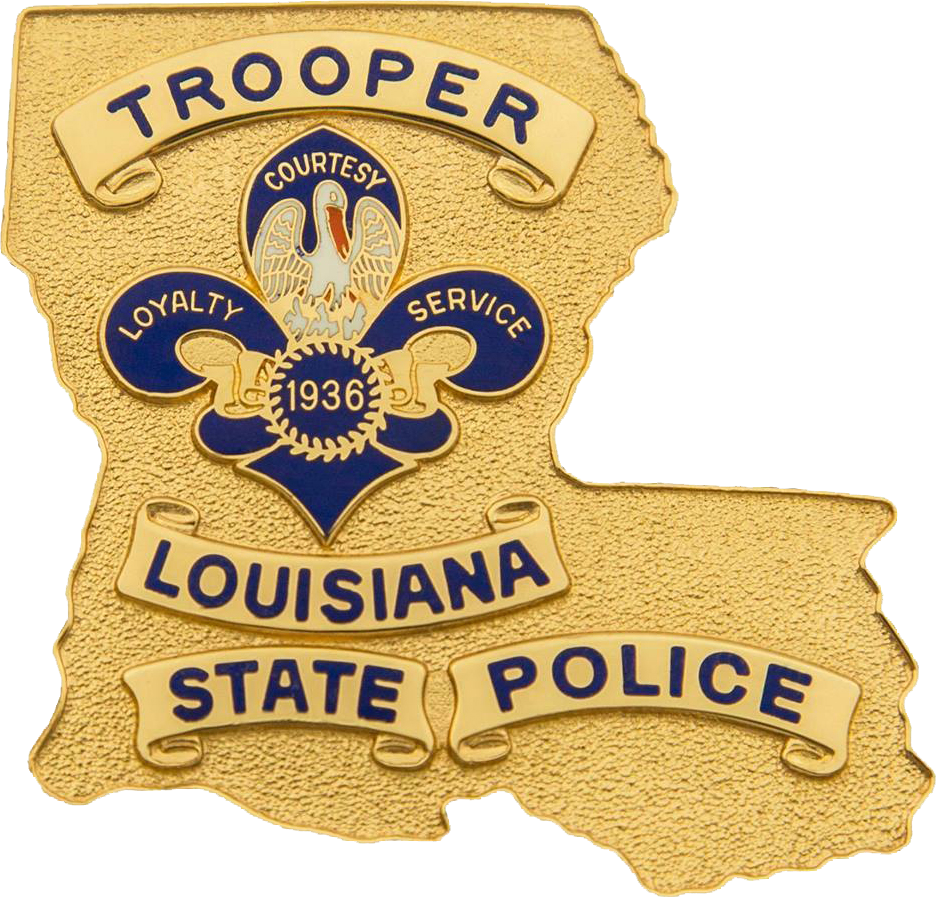
Odznaka LSP

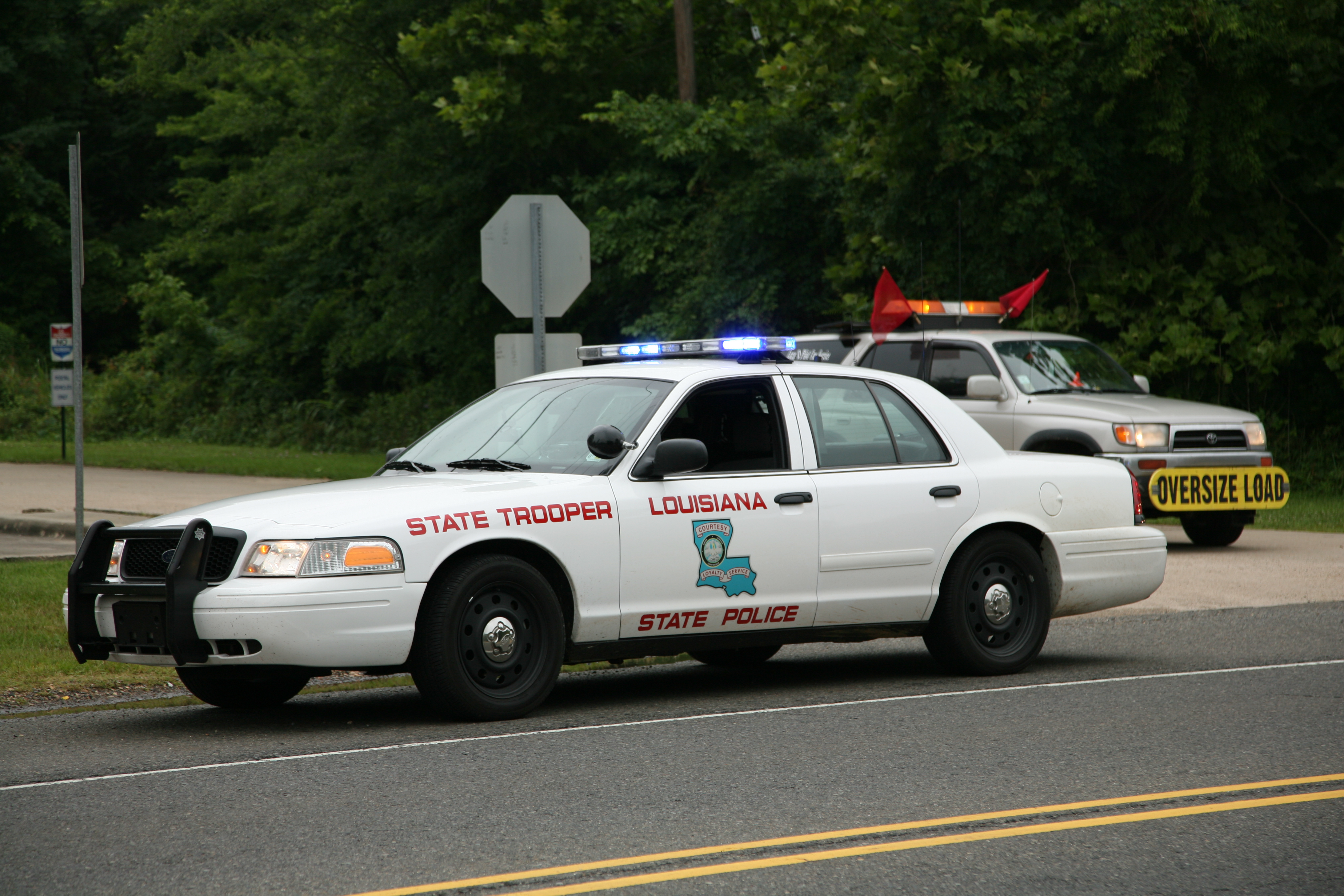
Radiowóz LSP

Policja stanowa Luizjany (ang. Louisiana State Police, LSP) – departament policji stanowej, którego jurysdykcja obejmuje obszar stanu Luizjana.
Historia policji stanowej w Luizjanie sięga roku 1922, gdy powołano pierwszych 16 stanowych inspektorów drogowych. W 1928 roku w ramach Komisji Drogowej powstał Wydział Przestrzegania Prawa liczący 70 umundurowanych funkcjonariuszy. W tym samym roku utworzono też Biuro Kryminalne. W 1936 roku obie jednostki połączono w jeden Departament Policji Stanowej, który w 1942 roku przekształcono w wydział nowego Departamentu Bezpieczeństwa Publicznego.
Kwatera główna liczącej obecnie ponad 1000 funkcjonariuszy policji stanowej Luizjany znajduje się w stolicy stanu - Baton Rouge.

## Struktura organizacyjna LSP

### Obecne kompanie patrolowe
Departament policji w stanie Luizjana podzielony jest na 9 kompanii patrolowych. Należą do nich:

- Kompania A (Baton Rouge) - obejmuje 9 hrabstw: Ascension, East Baton Rouge, East Feliciana, Iberville, Livingstone, St James (wschodni brzeg), Pointe Coupee, West Baton Rouge, West Feliciana.
- Kompania B (Kenner) - obejmuje 6 hrabstw: Nowy Orlean, St Charles, St John the Baptist (wschodni brzeg), Plaquemines, St Bernard, Jefferson.
- Kompania C (Houma) - obejmuje 5 hrabstw: Assumption, Lafourche, Terrebonne oraz zachodnie brzegi hrabstw St James i St John the Baptist.
- Kompania D (Lake Charles) - obejmuje 5 hrabstw: Allen, Beauregard, Calcasieu, Cameron, Jefferson Davis.
- Kompania E (Alexandria) - obejmuje 10 hrabstw: Avoyelles, Catahoula, Concordia, Grant, LaSalle, Natchitoches, Rapides, Sabine, Vernon, Winn.
- Kompania F (Monroe) - obejmuje 12 hrabstw: Union, West Caroll, East Caroll, Morehouse, Lincoln, Ouachita, Richland, Madison, Jackson, Caldwell, Tensas, Franklin.
- Kompania G (Bossier City) - obejmuje 7 hrabstw: Caddo, Bossier, De Soto, Webster, Claiborne, Bienville, Red River.
- Kompania I (Lafayette) - obejmuje 8 hrabstw: Evangeline, St Landry, Acadia, Lafayette, St Martin, Vermilion, Iberia, St Mary.
- Kompania L (Covington) - obejmuje 4 hrabstwa: St Helena, St Tammany, Tangipahoa, Washington.

### Nieistniejące kompanie patrolowe
- Kompania H (Leesville) (rozwiązana na początku lat 80. ze względu na cięcia budżetowe)
- Kompania K (Opelousas) - obejmowała hrabstwa Avoyelles, Pointe Coupee, oraz St. Landry (rozwiązana na początku lat 80. ze względu na cięcia budżetowe)
- Kompania M (Des Allemands) - rozwiązana we wczesnych latach 70., po części wcielona do Kompanii C.
- Kompania N - obejmowała hrabstwa Acadia i Vermilion.
  - Kompania N nigdy nie została sklasyfikowana oficjalnie jako "kompania". Po przejściu Huraganu Katrina, została ponownie utworzona. Do kwietnia 2006, kierowała operacjami pomocniczymi przy usuwaniu szkód po orkanie. Później, została po raz kolejny rozwiązana.

### Stopnie LSP
Policja stanowa w Luizjanie używa następujących stopni:

| Stopień             | Insygnium | Opis |
| ------------------- | --------- | --- |
| Pułkownik           |           | Kandydat na pułkownika, mianowany jest przez gubernatora stanu Luizjana jako Zastępca Sekretarza Departamentu Bezpieczeństwa Publicznego i nadinspektora policji stanowej.                                                                       |
| Podpułkownik        |           | Stopień podpułkownika w LSP posiada tylko czterech oficerów, którzy nadzorują cztery biura policji stanowej. |
| Major               |           | Majorowie odpowiedzialni są za wykonywanie rozkazów wydawanych przez nadinspektorat policji stanowej. |
| Kapitan             |           | Szczegółowy zakres kapitana rozróżnić można w zależności od przypisanego mu urzędu w sztabie. Dla przykładu: Kapitan może być komendantem kompanii w biurze patrolowym, bądź dowódcą dywizji w innym z biur.                                     |
| Porucznik           |           | W różnych departamentach stopień porucznika jest różny. W Kompaniach, porucznik jest zwykle odpowiedzialny za zmiany (dowódca zmiany), lecz w niektórych innych departamentach policyjnych występuje inny zakres działalności spod tego stopnia. |
| Sierżant            |           | Sierżanci są głównie asystentami dowódców zmiany (poruczników) bądź funkcjonariuszami celnymi. |
| Master Trooper      |           | Tylko oficerowie którzy odsłużyli 15 lat służby na poziomie pozytywnym mogą ubiegać się o stopień "Najstarszego piechura". |
| Senior Trooper      |           | Tylko oficerowie którzy odsłużyli 10 lat służby na poziomie pozytywnym mogą ubiegać się o stopień "Starszego piechura". |
| Trooper First Class |           | Tylko oficerowie którzy odsłużyli 5 lat służby na poziomie pozytywnym mogą ubiegać się o stopień "Szeregowego-piechura". |
| Trooper             |           | Stopień "Piechura" przyznawany jest Kadetom, którzy pomyślnie ukończyli szkolenie policyjne. |
| Kadet               | −         | Stopień "Kadeta" jest niejako odpowiednikiem "Rekruta". Każdy student akademii policyjnej posiada ten stopień. |

### Uzbrojenie
Do obecnego uzbrojenia oficerów policji w Luizjanie należą m.in.: pistolety Glock 22, strzelba Remington 870 (kal. 12" Gauge), karabinki szturmowe Colt AR-15 (kal. .223 Remington), Karabin Ruger Mini-14, oraz pistolet maszynowy H&K MP-5. Również w użyciu są tasery.

### Pojazdy patrolowe i jednostki specjalne
Głównym pojazdem patrolowym (radiowozem) policji w Luizjanie jest Ford Crown Victoria Police Interceptor, używany od roku 1997, po zniesieniu modeli Chevroleta Caprice. Od 2001 roku do służby dołączyły motocykle marki Harleya-Davidsona, Chevrolety Impala, Chevrolety Camaro (czwartej generacji), Chevrolety Tahoe oraz kilka modeli Dodge'a Durango. Obecnie testowane są modele Dodge'a Chargera (LX). W sierpniu 2010 roku, modele Chevroleta Impali została ostatecznie zniesione.
Na terenie stanu Luizjana istnieje kilka jednostek specjalnych należą do nich m.in.: Oddział SWAT (Special Weapons and Tactics), Oddział Saperski (Squad Bomb), Zmotoryzowana Jednostka Bezpieczeństwa Publicznego (MCSAP) oraz Jednostka Reagowania ds. Materiałów Niebezpiecznych (Hazardous Materials Response Unit).

## Ciekawostki
Zastępcą szeryfa hrabstwa Jefferson jest amerykański aktor kina akcji - Steven Seagal.